# Alexander Vasilievitj av Suzdal
Alexander Vasilievitj av Suzdal, död 1331, var en rysk monark. Han var regerande storfurste av Vladimir från 1326 till 1327.